# Bomolocha crassalis
Bomolocha crassalis är en fjärilsart som beskrevs av Fabricius 1787. Bomolocha crassalis ingår i släktet Bomolocha och familjen nattflyn. Inga underarter finns listade i Catalogue of Life.